# Clovia bivittata
Clovia bivittata är en insektsart som först beskrevs av Schmidt 1920.  Clovia bivittata ingår i släktet Clovia och familjen spottstritar. Inga underarter finns listade i Catalogue of Life.